# Anthony Pesela
Anthony Pesela, född 9 juni 2002 i Gumare, är en botswansk kortdistanslöpare som främst tävlar på 400 meter.

## Karriär
Anthony Pesela var en del av Botswanas stafettlag som tog silver på 4×400 meter vid olympiska sommarspelen 2024 i Paris.